# بيانات الأولى لخدمات الشبكات
 بيانات الأولى لخدمات الشبكات (بالإنجليزية: Bayanat Al Oula) هي شركة سعودية رائدة في توفير خدمات البيانات في المملكة العربية السعودية التي تأسست عام 2005، حيث تقدم البيانات والخدمات عبر الإنترنت. يقع مقر الشركة في الرياض، وتعمل في أكثر من 4 مكاتب إقليمية في جميع أنحاء البلاد.
شركة بيانات هي شركة مملوكة ملكية خاصة ومملوكة لثلاث من شركات الاتصالات الرائدة في المملكة العربية السعودية: الحربي للاتصالات، وشركة باود للاتصالات (BTC) ونور للاتصالات، كما حصلت شركة بيانات على ترخيص لتقديم الخدمات في المملكة مما يمهد الطريق لنقل خدمات البيانات ذات النطاق العريض إلى الشركات الكبيرة والمؤسسات الصغيرة والمتوسطة.تعهدت شركة بيانات، التي دفعت 120 مليون ريال سعودي مقابل رسوم الترخيص السارية لمدة 25 عامًا، باستثمار ملياري ريال على مدار السنوات الخمس المقبلة في تطوير البنية التحتية، بما في ذلك شبكة كابلات الألياف البصرية عالية السرعة لنقل البيانات عالية الجودة إلى المملكة وجيرانها.
فازت الشركة بترخيص خدمة البيانات من هيئة الاتصالات وتقنية المعلومات، الهيئة التنظيمية السعودية، لبناء وتشغيل شبكة وطنية جديدة للبيانات البصرية واللاسلكية. ستقوم «بيانات» أيضًا ببناء وتشغيل بوابة دولية يتم من خلالها إنشاء اتصال بالإنترنت وشركات نقل دولية أخرى.
مرخصة من قبل هيئة الاتصالات وتقنية المعلومات (CITC) لتقديم خدمات اتصالات البيانات المحلية والوطنية والدولية.

## اتفاقية شركة سامسونج
وفقًا للاتفاقية، التي تبلغ قيمتها أكثر من 100 مليون دولار أمريكي، ستقوم سامسونج بتزويد «بيانات الأولى» بأجهزة وأجهزة Mobile WiMAX على مدار عامين ابتداءً من عام 2007. وستؤدي هذه الشراكة إلى أكبر عملية نشر WiMAX للأجهزة المحمولة في منطقة الشرق الأوسط. . تخطط شركة الأولى لإطلاق خدمات تجارية تعتمد على تقنية WiMAX المحمولة في أربع مدن رئيسية ؛ الرياض، جدة، الدمام، مكة المكرمة في عام 2007. سيتم توسيع الخدمات في جميع أنحاء البلاد.

## وصلات خارجية
- صفحة بيانات الرئيسية (الموقع الرسمي لبيانات)
- ترخيص «بيانات الأولى لخدمات الشبكة» (بصيغة PDF العربية)
- /Default.aspx قائمة مزودي الخدمة المرخصين في المملكة العربية السعودية (من موقع CITC)